# Флорін Штефан
Флорін Штефан (рум. Florin Ștefan, нар. 9 травня 1996, Слатіна) — румунський футболіст, захисник клубу «Сепсі ОСК».

## Клубна кар'єра
Народився 9 травня 1996 року в місті Слатіна. Розпочинав грати у футбол у клубах другого дивізіону «Олт Слатіна», «Академіка» (Клінчень) та «Ювентус» (Бухарест). З останньою командою у сезоні 2016/17 зайняв перше місце у Лізі ІІ, завдяки чому отримав шанс наступного року дебютувати у елітному дивізіоні. У Лізі І перший матч провів 15 липня 2017 року проти столичного «Динамо» (0:3) і всього за сезон зіграв 28 ігор і забив 2 голи, але не врятував команду від останнього місця і вильоту з Ліги І.
Після цього влітку 2018 року Штефан уклав контракт з іншим клубом вищого дивізіону «Сепсі ОСК». Станом на 21 червня 2019 року відіграв за команду із Сфинту-Георге 27 матчів в національному чемпіонаті.

## Виступи за збірну
З 2017 року залучався до матчів молодіжної збірної Румунії, у її складі поїхав на молодіжний чемпіонат Європи 2019 року в Італії.

## Титули і досягнення
- Чемпіон Румунії (1):

ЧФР (Клуж-Напока): 2021-22